# Lespedeza violacea
Lespedeza violacea är en ärtväxtart som först beskrevs av Carl von Linné, och fick sitt nu gällande namn av Christiaan Hendrik Persoon. Lespedeza violacea ingår i släktet Lespedeza och familjen ärtväxter. Inga underarter finns listade i Catalogue of Life.